# مايك براون (لاعب كرة قدم)
مايك براون (بالإنجليزية: Mike Brown)‏ (و. 1978  م) هو لاعب كرة قدم أمريكية، من الولايات المتحدة، ولد في سكوتسديل، يلعب كمُؤمن ‏.

## التعليم
تعلم في Saguaro High School ‏.